# Julia Ann
Julia Ann (født Julia Ann Tavella 8. oktober 1969 i Los Angeles, Californien) er en pornostjerne, stripper og tidligere Penthouse Pet; hun er med på AVN Hall of Fame.

## Biografi
Ann debuterede i pornoindustrien i 1993 i Andrew Blakes Hidden Obsessions. Hun har arbejdet under kontrakt det meste af sin karriere. Hendes første eksklusive kontrakt var med Vivid Entertainment, derefter med Digital Playground (1999) og sidst med Wicked Pictures (2002). Sidstnævnte blev fornyet i 2006.
Hun turnerede engang sammen med kollegaen Janine Lindemulder som stripperakten Blondage. Hun havde i denne periode et længerevarende lesbisk forhold til Lindemulder.
Ann har længe været medlem af PETA. 
Hun giftede sig med pornoinstruktøren Michael Raven 21. juni 2003.
Sammen med Inari Vachs og andre pornostjerner var Ann vært på Playboy TV's Naughty Amateur Home Videos.

## Priser

### AVN
- AVN Hall of Fame
- 2004 Best Actress – Video for Beautiful
- 2000 Best All-Girl Sex Scene – Film for Seven Deadly Sins
- 1994 Best All-Girl Sex Scene – Film for Hidden Obsessions

### XRCO
- 1993 Best Girl-Girl Scene for Hidden Obsessions